# گورنوشته دوزبانه خنوف
گورنوشته دوزبانه خنوف سنگ قبری ذوزنقه‌شکل یافت شده در خنوف، داغستان است. این سنگ قبر شش خط نوشته به زبان عربی دارد که تاریخ رجب ۷۸۴ هجری قمری را نشان می‌دهد، بعد از آن در چهار خط به فارسی رباعی‌ای از شاعر ایرانی رشیدالدین وطواط نوشته شده‌است. گریگل برادزده، ایرانشناسی معتقد است این گورنوشته «قدیمی‌ترین حضور شعر فارسی در قفقاز شمالی است».